# Przygrywka
Przygrywka – powieść autorstwa Ewy Lach z 1975 roku, będąca trzecią część cyklu Kosmohikanie.
Historia trojga dzieci, które niespodziewanie same muszą zająć się domem po tym, jak ich mama ma wypadek i trafia do szpitala. Te kilka samodzielnych dni do powrotu ojca, który chwilowo jest poza domem, okazuje się być tytułową przygrywką do dorosłego życia.

## Ekranizacje
- Przygrywka – sześcioodcinkowy serial telewizyjny z 1982 roku